# Musik der griechischen Antike

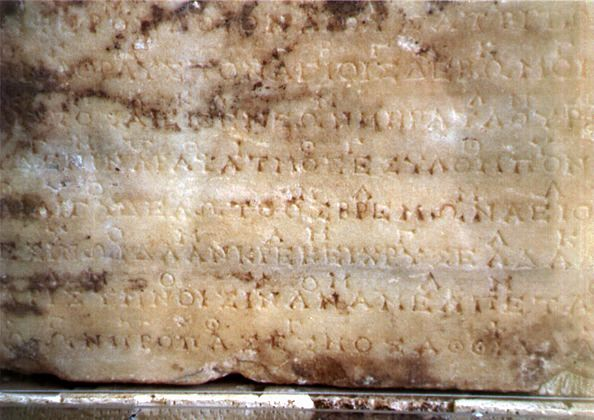
Der zweite der beiden Hymnen an Apollo am Athenerschatzhaus in Delphi

Musik der griechischen Antike ist in nur wenigen Beispielen erhalten. 1588 gab Gioseffo Zarlino die „Mesomedeshymnen“ heraus (ein Anhang an ein Traktat des Dionysios), 1883 wurde die „Seikilos-Stele“ entdeckt, eine Inschrift mit Musikzeichen auf einer Grabstele und eines der wichtigsten Zeugnisse niedergeschriebener antiker Musik überhaupt. 1893/1894 wurden zwei Paiane aus Delphi, am Schatzhaus der Athener in Stein gemeißelt, der Öffentlichkeit zugänglich gemacht. Danach fanden sich nur noch auf Papyri einige Fragmente. Die Musik der alten Griechen ist heutzutage hauptsächlich nur aus den Schriften der Theoretiker des Altertums bekannt, welche in ziemlich großer Anzahl erhalten sind. Bei den Griechen kam der Musik eine zentrale Stellung im gesellschaftlichen Leben zu. Folgt man zum Beispiel Platon, so kommt der Musik sogar ein wesentlicher Einfluss auf die Wesensbildung eines Menschen zu.
Bei den großen kultischen Festspielen der Griechen (den Olympischen, Pythischen, Nemeischen und Isthmischen) spielten die musischen Wettkämpfe (poetische und musikalische) eine hervorragende Rolle. Speziell die Pythischen Spiele waren ursprünglich nur musikalische zu Ehren des Apollon zu Delphi. Der Sieger wurde mit einem Lorbeerkranz geschmückt, zu welchem die Zweige im feierlichen Aufzug aus dem Taltempel geholt wurden.
Die ältere Geschichte der griechischen Musik ist so mit Sagen und Märchen durchsetzt, dass der historische Kern nur schwer kenntlich ist. Die Erfindung der musikalischen Instrumente wie der Musik überhaupt wird den Göttern zugeschrieben (Apollon, Hermes, Athene, Pan). Amphion und Orpheus konnten Steine beleben und Tiere bezwingen. Weitere mythische Gestalten sind Linos, der wegen seines Gesanges, und Marsyas, der wegen seines Flötenspiels von Apollon aus Eifersucht getötet wurde (vgl. Geschichte der Musik).

## Die praktische Musikausübung im antiken Griechenland
Die Musizierpraxis kann im Grunde nur ikonographisch, also aus Abbildungen beispielsweise auf Gefäßen, erschlossen werden. Teils finden sich aber auch literarische Hinweise, wie in Homers „Odyssee“. Der kulturelle Einfluss Kleinasiens und Ägyptens war bedeutend. Zur praktischen Musikausübung der Griechen zählte bloßer Gesang oder Gesang mit Begleitung von Saiteninstrumenten (Kitharodie) oder Blasinstrumenten (Aulodie), sowie rein instrumentales Saiten- (Kitharistik) oder Flötenspiel (Auletik).
Die wichtigsten und für die Kunstmusik beinahe allein in Frage kommenden Instrumente waren Leiern wie Lyra und Kithara sowie der Aulos. Die Lyra hatte einen gewölbten, die Kithara einen flachen Resonanzkasten. Die Saitenzahl beider war lange Zeit 7, später stieg sie erheblich. Die Magadis war möglicherweise ein Saiteninstrument (Harfe oder Psalterium) mit 20 Saiten, auf dem in Oktaven gespielt wurde. Sämtliche Saiteninstrumente der Griechen wurden sowohl gezupft als auch mit dem Plektrum gespielt. Dieses war bereits im 2. Jahrtausend v. Chr. bekannt, wie die Darstellung auf dem Sarkophag von Hagia Triada (ca. 1400 v. Chr.) belegt. Rhythmusinstrumente spielten nur eine untergeordnete Rolle und wurden vor allem im dionysischen Kult und beim Symposion verwendet. Gespielt wurden sie vor allem von Frauen und, im mythischen Bereich, von Satyrn bzw. Silenen. Die wichtigsten Rhythmusinstrumente sind das Tympanon (eine zweifellige runde Rahmentrommel), und die paarweise gespielten Krotala, Handklappern, die in ihrer Form und Spielweise modernen Kastagnetten ähneln.
Der immer paarweise gespielte Aulos war eine Blasinstrument mit einfachem oder doppeltem Rohrblatt, das in verschiedenen Größen gebaut wurde; die Panflöte Syrinx war ein untergeordnetes Instrument und gehörte wie die Querflöte Plagiaulos zum Bereich der Hirten. Die Lieder, welche die Komponisten erfanden, erhielten bestimmte Namen, ähnlich wie bei den Meistersängern; der allgemeine Name war Nomos (Gesetz, Satz).
Berühmt war zum Beispiel der pythische Nomos des Flötenspielers Sakadas (585 v. Chr.), welcher es zuerst durchsetzte, dass bei den Pythischen Spielen neben der Kithara auch der Aulos zugelassen wurde.
Um die Kitharodik machte sich besonders der noch 50 Jahre ältere Terpandros verdient, welcher gern als der Begründer eigentlicher musikalischer Kunstformen bei den Griechen angesehen wird.
Weiter sind als hervorragende Musiker zu nennen:
- Klonas, der vor Sakadas und nach Terpandros lebte; ein Erfinder wichtiger Formen der Aulodie;
- Archilochos (um 650 v. Chr.), der statt der vorher allein üblichen daktylischen Hexameter volkstümlichere lyrische Rhythmen einbürgerte (Jamben);
- der Lyriker Alkaios,
- die Dichterin Sappho

## Überblick
Pythagoras gilt gewissermaßen als „Ur-Musiktheoretiker“. Dabei war er Mathematiker, Mystiker und Philosoph. Vermutlich von der ägyptischen Mathematik angeregt, fand er – wie unzutreffend in der Legende Pythagoras in der Schmiede beschrieben – ganzzahlige Proportionsverhältnisse, die er als bestmögliche Klang-Intervalle interpretierte. Zumindest das Konsonanz-Empfinden des Abendlandes gründet bis heute auf diesen Schwingungsverhältnissen. Die Proportionen dieser ‚Hauptintervalle‘, 1:2:3:4 (Oktave, Quinte, Quarte), galten gleichermaßen als „Weltformel“ der Pythagoreer, bezogen sich also auf sämtliche Bereiche des Lebens und des Wissens.
Aus Kleinasien, der Landschaft Phrygien, kam dagegen ein für die praktische Tonkunst wichtiges Element: die wild-leidenschaftliche Musik des dort heimischen Dionysoskults nebst dem sie begleitenden, scharf und weithin tönenden Blasinstruments, dem Aulos. Die Verschmelzung dieser phrygischen (dionysischen) Tonkunst mit der auf strenges Maß gerichteten, durch Apollon personifizierten heimisch-dorischen vollzog sich in der attischen Tragödie, nachdem diese sich zur selbständigen Kunstgattung entwickelt hatte.
Nach den Forschungen zum Beispiel Rudolf Westphals (Griechische Rhythmik und Harmonik) ist es nicht zweifelhaft, dass die Musik an der mächtigen Wirkung der antiken Tragödie einen Hauptanteil hatte. Nicht nur die Chöre, sondern auch die Einzelreden wurden gesungen.
Zur größten Entfaltung ihrer Mittel gelangte die griechische Musik in der Tragödie, welche in ähnlichem Sinn wie das moderne musikalische Drama eine Vereinigung von Dichtkunst, Musik und Schauspielkunst (Mimik, Hypokritik) war; die Chöre wurden gesungen, und auch viele Monologe waren komponiert. Leider ist noch keine Tragödienmusik aufgefunden worden, so dass wir keine konkrete Vorstellung von einer solchen haben.
In dem Maß jedoch, wie die Musik als Sonderkunst zu immer höherer Ausbildung gelangte, musste sich die erhebende Wirkung vermindern, welche sie im früheren engen Verein mit der Dichtkunst ausgeübt hatte. Das musikalische Virtuosentum beginnt jetzt in den Vordergrund zu treten, die Tonkunst strebt, sich mehr und mehr von der Dichtkunst zu emanzipieren. Wie aber die Musik, so hatte auch die Sprache um ebendiese Zeit (5. Jahrhundert v. Chr.) durch das Aufblühen der sophistischen Philosophie eine Bereicherung erfahren, die sie veranlasste, auch ihrerseits eigene Wege zu gehen, und es vollzieht sich die Scheidung der Musik von der Poesie.
Die Frage, wie diese Musik näher beschaffen war, muss nahezu unbeantwortet bleiben. Die spärlichen aus jener Zeit herübergeretteten, im 16. Jahrhundert entdeckten, Fragmente altgriechischer Musik vermögen, obwohl weitgehend entziffert (zum Beispiel Friedrich Bellermann) über Klang und Musizierpraxis weniger zu verraten. Die vokale Musik stand wohl in enger Verbindung mit der Lyrik; generierte etwa aus dem Versmaß ihre Rhythmik. Freiheit und Selbständigkeit in der Bewegung ist aber gerade bei der instrumentalen Musik kaum wegzudenken. Dafür spricht auch die tonräumliche Beweglichkeit, wie sie die drei Tongeschlechter ermöglichten. Mehrstimmigkeit gab es sehr wahrscheinlich nicht. Im lyrischen Teil des Dramas, in den Chören, entfaltete sich der Klang im Zusammenwirken von Männer- und Knabenstimmen in Oktaven, gelegentlich wohl auch mittels melodiefremder Intervalle in der Begleitung durch Instrumente (Lyra, Kithara, Aulos).
Dieser Lyrik, der sogenannten chorischen, welche auch als selbstständiger Kunstzweig gepflegt wurde und durch Künstler wie Ibykos und Pindar (522–442) zu hoher Blüte gelangte, stellte sich schon früh die melische Lyrik gegenüber, eine Lyrik im eigentlichen Sinn des Wortes, weil die Lyra, welche als Attribut Apollons der Kunstgattung überhaupt den Namen gegeben, hier ein wesentliches Hilfsmittel des Vortrags war.
Der Hauptunterschied dieser beiden Zweige der lyrischen Kunst bestand aber darin, dass die Erstere die Empfindungen einer Gesamtheit in großen Zügen zum Ausdruck brachte, während die Letztere die Zustände der Einzelseele zu schildern unternahm, wobei dem musikalischen Teil, dem Melos, eine freiere Bewegung und selbstständiges Hervortreten gestattet und geboten war. In diesem Vorherrschen des musikalischen Elements bestand der eigentliche Reiz der melischen Lyrik, nachdem dieselbe im 7. und 6. Jahrhundert v. Chr. an der Westküste Kleinasiens durch die dort wohnhaften ionischen und äolischen Griechen zu jener Vollkommenheit ausgebildet war, die wir an den Dithyramben des Arion von Lesbos, den Liebesliedern der Sappho, den Trinkliedern eines Anakreon bewundern, ein Reiz, mächtig genug, um die ältere bescheidenere Art des Volksgesanges, die Kunst der Rhapsoden, welche sich begnügt hatten, die Ereignisse der Heroenzeit in rezitativischer Weise und ohne Begleitung eines Instruments vorzutragen, bald zu verdrängen. Plutarch datiert in seiner dialogisch abgefassten Musikgeschichte die Periode der neueren Musik von Thaletas (670), dem Begründer der spartanischen Chortänze (Gymnopaedien), und Sakadas an; um diese Zeit soll die neuere Enharmonik eingeführt worden sein.
Von nun an wird der Niedergang der griechischen Kunst unaufhaltsam; am wenigsten vermochte die Tragödie ihre Bedeutung als Gesamtkunstwerk zu wahren, nachdem die Vereinigung des Dichters und Komponisten in einer Person, wie solche noch bei Aischylos und Sophokles bestanden hatte, durch eine kunstgeschichtliche Notwendigkeit ausgehoben und dadurch das einheitliche Wirken ihrer beiden wichtigsten Faktoren unmöglich gemacht war.
Schon Euripides musste die musikalische Komposition seiner Dramen einem anderen, fachmännisch Gebildeten überlassen, und in seiner Dichtung waltet verstandesmäßige Berechnung anstatt des dithyrambischen Schwunges der früheren Dramatiker vor.
Der Verlust der Selbstständigkeit Griechenlands infolge der Schlacht bei Chaironeia (338 v. Chr.) vollendet das Zerstörungswerk und beschließt eine Kunstepoche, die ungeachtet ihrer kurzen Dauer von nur anderthalb Jahrhunderten an Bedeutsamkeit ihrer Errungenschaften von keiner späteren erreicht worden ist.
Die nächstfolgenden Jahrhunderte würden als musikalisch unfruchtbar zu bezeichnen sein, wäre nicht an Stelle des verstorbenen Kunstgeistes die Wissenschaft tätig gewesen, um den praktischen Gewinn der vorangegangenen schöpferischen Periode theoretisch zu befestigen. Während ein Platon, ein Aristoteles das Wesen der Musik, ihre ethische und ästhetische Bedeutung zum Gegenstand ihrer Forschungen machen, findet die Theorie ihren Hauptvertreter in Aristoxenus von Tarent (um 350 v. Chr.), einem Schüler des Aristoteles, welcher auf Grund der bereits zwei Jahrhunderte früher durch Pythagoras angestellten Forschungen die Musiklehre nach mathematischer, physikalischer und akustischer Seite zu einem den Zeitverhältnissen entsprechenden Abschluss brachte.
Als ein wichtiges Unterscheidungsmerkmal der altgriechischen von der modernen Musik darf ihre melodische Mannigfaltigkeit gelten, wie sie zu den Tongeschlechtern und Schattierungen zu Tage tritt. Unter den Ersteren, deren es drei gab, das diatonische, chromatische und enharmonische, verstand man die Modifikationen der Intervalle innerhalb eines Tetrachords, beim enharmonischen Geschlecht bis auf das Intervall des Vierteltons, während die Schattierung (Chroma) noch feinere Intonationsunterschiede bezeichnet.
Ob dieselben in der praktischen Musik zur Verwendung kamen oder nur als Ergebnisse rechnender Spekulation gelten können, ist eine noch strittige Frage; für die Richtigkeit der ersten Annahme spricht jedoch die Tatsache, dass der Kirchenvater Clemens von Alexandria (starb um 220) seiner Gemeinde den Gebrauch der chromatischen Tonfolgen, als der Würde des Gottesdienstes nachteilig, untersagte.

## Die Musik von Byzanz
Vor allem die Kirchenmusik des oströmischen byzantinischen Reiches stellt ein entscheidendes Bindeglied zwischen der Musik der Antike und der Mittelalterlichen Musikgeschichte dar. Sie hat entscheidend die Kirchenmusik in den osteuropäischen Ländern geprägt und lebt heute in veränderter Form weiter in der griechischen Kirchenmusik.